# Крестьянская кантата

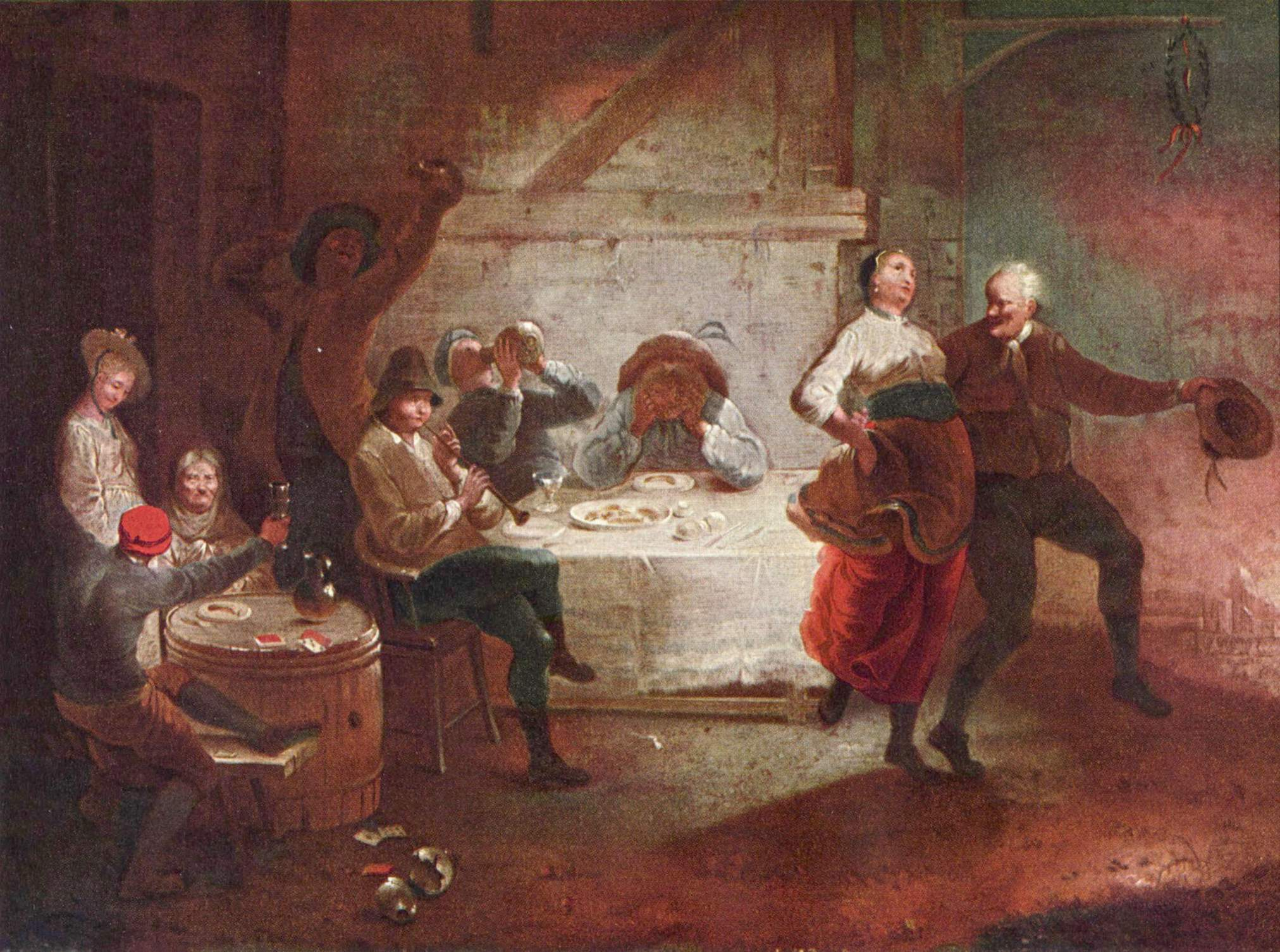
Януарий Цик, «В таверне», ок. 1755

«Крестьянская кантата» (нем. Bauern-Kantate, BWV 212) (нем. Mer hahn en neue Oberkeet, «У нас новое начальство») — одна из самых популярных светских кантат Иоганна Себастьяна Баха, созданная им в 1742 году. Длительность произведения — 30 минут.
Самим автором она была названа Cantate burlesque, однако в настоящее время называется «Крестьянской». Это последняя точно датированная кантата Иоганна Баха.

## История создания
Либретто написал Кристиан Фридрих Хенрици (Пикандер) к постановке, состоявшейся 30 августа 1742 года, когда свой 36-й день рождения праздновал камергер курфюрста саксонского Карл Хенрик фон Дискау в Rittergut Kleinzschocher вблизи Лейпцига. Празднование включало масштабный фейерверк и принятие владельцем поместья оммажа от своих крестьян.
Предполагают, что Пикандер, давний соавтор Баха, попросил пожилого композитора написать музыку к этим стихам. Супруга Дискау в 1752 году стала крестной матерью одного из внуков Баха.

## Содержание
Неназванный по имени крестьянин шутит с крестьянской женой по имени Мике насчет интриг сборщика налогов. Также он хвалит экономность жены Дискау, заканчивая особой хвалой в адрес Дискау.
Кантата, являющаяся предшественником зингшпиля, включает 24 музыкальных номера в трех частях. За увертюрой следует дуэт, потом чередуются речитативы и арии, произведение опять кончается дуэтом (также его может исполнять хор).
Текст написан на немецком языке, периодически употребляются слова верхненемецкого диалекта.

## Исполнители
- Крестьянин (бас)
- Мике, крестьянская жена (сопрано)
- Струнное трио: скрипка, альт и бассо-континуо, в сопровождении флейты, валторны и второй скрипки соответственно.

## Музыка
В соответствии с характером текста, Бах создал музыкальное произведение с относительно простой композицией и достаточно простым аккомпанементом. Он неоднократно использует популярные танцевальные формы, народные и популярные мелодии, в частности, La Folia и народную песню «Mit dir und mir ins Federbett, mit dir und mir aufs Stroh» и фрагменты из своих собственных исторических произведений (Set 14 из BWV Anh 11 и Theorem 20 из BWV 201 / 7)
1. Ouverture
2. Aria (Duetto S & B) — Mer hahn en neue Oberkeet
3. Recitativo B & S — Nu, Mieke, gib dein Guschel
4. Aria S — Ach, es schmeckt doch gar zu gut,
5. Recitativo B — Der Herr ist gut: Allein
6. Aria B — Ach, Herr Schosser, geht nicht
7. Recitativo S — Es bleibt dabei,
8. Aria S — Unser trefflicher,
9. Recitativo B & S — Er hilft uns allen, alt und jung.
10. Aria S — Das ist galant,
11. Recitativo B — Und unsre gnädge Frau
12. Aria B — Funfzig Taler bares Geld
13. Recitativo S — Im Ernst ein Wort!
14. Aria S — Klein-Zschocher müsse
15. Recitativo B — Das ist zu klug vor dich
16. Aria B — Es nehme zehntausend Dukaten
17. Recitativo S — Das klingt zu liederlich.
18. Aria S — Gib, Schöne,
19. Recitativo B — Du hast wohl recht.
20. Aria B — Dein Wachstum sei feste
21. Recitativo S & B — Und damit sei es auch genung.
22. Aria S — Und dass ihr’s alle wisst,
23. Recitativo B & S — Mein Schatz, erraten!
24. Coro + S & B — Wir gehn nun, wo der Dudelsack